# انا میرگورودسکایا
انا میرگورودسکایا (انگلیسی: Anna Mirgorodskaya؛ زادهٔ ۱۳ مارس ۱۹۸۰) ژیمناست هنری، و ژیمناست اهل اوکراین است.